# Дженкинс, Картер
Ка́ртер Марк Дже́нкинс (англ. Carter Mark Jenkins; род. 4 сентября 1991) — американский актёр, известный по фильму «Пришельцы на чердаке», а также телесериалам «Поверхность» и «Популярна и влюблена».

## Биография
Дженкинс родился в Тампе, штат Флорида, в семье Мэри и Эрика Дженкинс. Он вырос в Кэрролвуде, Флорида, окончил среднюю школу Independent Day. Его семья позже переехала в Шерман Оакс, Калифорния. Имеет старшего брата, Реннекера Дженкинса, который также является актёром, и сестру Тиффани. Дженкинс — еврей, он посещал еврейскую школу Хебрью.
Дженкинс проживает в Лос-Анджелесе вместе со своими родителями, братом, сестрой, тремя собаками и четырьмя кошками. Играет в бейсбол и футбол по выходным с друзьями, и в покер на сайте Твиттер.

## Карьера
Свою карьеру Дженкинс начал в любительском театре и рекламе. Позже он сыграет в таких телевизионных шоу, как «Нетакая», «Поверхность», «Вива Лафлин», «C.S.I.: Место преступления Майами», «Доктор Хаус», «C.S.I.: Место преступления Нью-Йорк» и «Без следа». В его послужном списке такие фильмы, как «Пришельцы на чердаке», «Не уступить Штейнам» и «Жизнь Раффи».
В 2010 году Дженкинс появился в фильме «День Святого Валентина» в роли друга персонажа Эммы Робертс. В 2015 году - сыграл одну из главных ролей в сверхъестественном триллере «Ночной свет».
В 2020 году актера можно было увидеть в сериале «Роковой патруль», в 2021 году - в мелодраматическом фильме «После. Глава 3» в роли Роберта. В конце августа 2022 года в российский прокат вышел После. Долго и счастливо, также снятая при участии Картера. Фильмы франшизы основаны на романах-бестселлерах Анны Тодд и успешны в прокате во всем мире. В сентябре 2023 года выходит фильм После. Навсегда.

## Фильмография
| Год  | Фильм                               | Роль             | Примечание   |
| ---- | ----------------------------------- | ---------------- | ------------ |
| 2023 | После. Навсегда                     | Роберт           |              |
| 2022 | После. Долго и счастливо            | Роберт           |              |
| 2022 | Женщины движения                    | Рой Брайант      | Главная роль |
| 2021 | После. Глава 3                      | Роберт           |              |
| 2020 | Роковой патруль                     | Джонни Билс      | 1 эпизод     |
| 2017 | Популярна и влюблена                | Райнер Девон     | Главная роль |
| 2016 | Лето на восьмерых                   |                  |              |
| 2015 | Круг                                | студент колледжа |              |
| 2012 | Удар молнии                         | Николас Форбс    |              |
| 2010 | День Святого Валентина              | Алекс            |              |
| 2009 | Обмани меня                         | Рик              | 2 эпизода    |
| 2009 | Пришельцы на чердаке                | Том Пирсон       |              |
| 2009 | Аркадия                             | Зей              |              |
| 2008 | Работа дня                          | Зак              |              |
| 2007 | Вива Лафлин                         | Джек Холден      | 3 эпизода    |
| 2006 | C.S.I.: Место преступления Майами   | Реймонд Кейн     | Эпизод       |
| 2006 | Доктор Хаус                         | Марк Макнилл     | Эпизод       |
| 2006 | 4400                                | Тодд Барстоу     | Эпизод       |
| 2006 | Не уступить Штейнам                 | Закари Штейн     |              |
| 2006 | Спасибо                             | Юный Декс        |              |
| 2005 | Несносные медведи                   | Джоуи Буллок     |              |
| 2005 | Поверхность                         | Майлс Барнетт    | 15 эпизодов  |
| 2005 | Жизнь Раффи                         | Престон Прайс    |              |
| 2005 | Остаться в живых                    | Юный Том         | Эпизод       |
| 2005 | C.S.I.: Место преступления Нью-Йорк | Уилл             | Эпизод       |
| 2004 | Эвервуд                             | Дэвид Бек        | Эпизод       |
| 2004 | Оливер Бин                          | Парень           | Эпизод       |
| 2004 | Клиника                             | Юный Тодд        | Эпизод       |
| 2004 | Американский папаша!                | Нейт             | Эпизод       |
| 2003 | Шоу Берни Мака                      | Майкл            | 2 эпизода    |
| 2003 | Выполнить дома                      | Кирт             | Эпизод       |
| 2003 | Джимми Киммел в прямом эфире        | Кид              | Эпизод       |
| 2003 | Без следа                           | Кайл             | Эпизод       |
| 2003 | Система ужаса                       | Пег              | Эпизод Alex  |